# Ŋ̓
Ŋ̓ (minuscule : ŋ̓), appelé eng virgule suscrite, est une lettre latine utilisée dans l’écriture du klallam.
Il s’agit de la lettre Ŋ diacritée d’une virgule suscrite.

## Utilisation
Le eng virgule suscrite ‹ ŋ̓ › est utilisé en klallam pour représenter une consonne nasale uvulaire voisée glottalisée [ɴˀ].

## Usage informatique
L’eng virgule suscrite peut être représenté avec les caractères Unicode suivants : 
- décomposé (latin de base, diacritiques) :

| formes    | représentations | chaînes de caractères | points de code | descriptions                                            |
| --------- | --------------- | --------------------- | -------------- | ------------------------------------------------------- |
| capitale  | Ŋ̓               | Ŋ◌̓                    | U+014A U+0313  | lettre majuscule latine eng diacritique virgule en chef |
| minuscule | ŋ̓               | ŋ◌̓                    | U+014B U+0313  | lettre minuscule latine eng diacritique virgule en chef |

## Sources
- (en) « Nəxʷsƛ̓ay̓əmúcən Keyboard Help », sur Keyman.com (consulté le 20 décembre 2023)
- (en) Timothy Montler et al., « Klallam Consonants (8/10): q, q̓, x̣, ŋ, ŋ̓ », sur Klallam grammar, 2020-2022